# Făurei (Neamţ)
Făurei é uma comuna romena localizada no distrito de Neamţ, na região de Moldávia. A comuna possui uma área de 52.05 km² e sua população era de 2228 habitantes segundo o censo de 2007.